# Juventus Football Club 1986-1987
Questa voce raccoglie le informazioni riguardanti la Juventus Football Club nelle competizioni ufficiali della stagione 1986-1987.

## Stagione

Michael Laudrup realizza il suo terzo gol nel 7-0 al Valur, all'esordio stagionale in Coppa dei Campioni: il danese divenne il terzo bianconero a marcare una tripletta nella massima competizione europea per club.

Rimasta orfana dell'allenatore artefice dell'ultimo decennio di trionfi, nell'estate 1986 la società piemontese sostituì Trapattoni, nel frattempo accasatosi ai rivali dell'Inter, con Rino Marchesi il quale aveva ben figurato nella recente stagione a Como. Confermati pressoché in toto gli elementi dell'ultima rosa scudettata, questa si segnalò unicamente per operazioni di piccolo cabotaggio come l'acquisto dall'Atalanta del difensore Roberto Soldà e il ritorno a Torino di Beniamino Vignola dopo l'annata trascorsa al Verona, dove venne invece dirottato Pacione; anche Pin lasciò il club, destinazione Lazio.
In campionato, la Juventus debuttò il 14 settembre 1986 con una vittoria 2-0 sul campo dell'Udinese. La Vecchia Signora, che anche quest'anno continuò a puntare sul reparto avanzato Platini-Laudrup-Serena – quest'ultimo, migliore marcatore stagionale dei bianconeri –, tentò invano la fuga poiché tallonata dal Napoli di Maradona che l'appaiò presto in testa fino allo scontro diretto del 9 novembre, conclusosi coi partenopei corsari al Comunale per 3-1. I campioni uscenti scivolarono così al secondo posto, venendo nelle settimane seguenti sopravanzati anche dall'Inter e finendo nel novero delle dirette inseguitrici insieme a Milan e Roma. Nel girone di ritorno, proprio all'ultima giornata i piemontesi riuscirono in extremis a sorpassare nuovamente i nerazzurri chiudendo il torneo alla piazza d'onore, a quota 39 punti e a –3 da un Napoli al suo primo titolo nazionale.

Tutta la squadra festeggia e saluta Michel Platini il 17 maggio 1987, al termine di Juventus-Brescia (3-2), ultima partita da calciatore di Platoche.

In Coppa dei Campioni, dopo aver travolto in goleada gli islandesi del Valur – e dove, nel 7-0 dell'andata, Laudrup eguagliò Sívori e Rossi entrando nel ristretto novero di juventini capaci di siglare una tripletta nella massima competizione europea per club – i bianconeri furono eliminati agli ottavi dal Real Madrid: persa la sfida del Bernabéu per 1-0, al ritorno a Torino la Juventus s'impose col medesimo risultato al termine dei 90' regolamentari; dopo un nulla di fatto ai supplementari, nell'epilogo ai rigori gli spagnoli ebbero la meglio per 3-1. In Coppa Italia la squadra raggiunse invece i quarti di finale, venendo estromessa dai sorprendenti cadetti del Cagliari, dopo due pareggi, unicamente per la regola dei gol in trasferta.
Fu questa l'ultima stagione agonistica di Le Roi Michel Platini il quale il 17 maggio 1987, al termine della partita conclusiva di campionato contro il Brescia, annunciò il suo ritiro dal calcio giocato all'età di 32 anni: una scelta già maturata all'indomani dei Mondiali di Messico 1986 e dettata sia da sempre più frequenti problemi fisici, sia dalla ritrosia ad accettare un eventuale "arretramento tattico" per proseguire la carriera. L'inattesa notizia, di fatto, chiuse un capitolo nella storia di una Juventus che, arrivata ormai alla fine di un ciclo, dopo sette anni tornò a chiudere una stagione senza sollevare trofei.

## Divise e sponsor
Il fornitore tecnico per la stagione 1986-1987 fu Kappa, mentre lo sponsor ufficiale fu Ariston.
| Casa | Trasferta | Agosto 1986 |

Le due casacche stagionali, la prima divisa bianconera e quella gialloblù da trasferta, differivano in minimi dettagli da quelle utilizzate nelle più recenti stagioni; in attesa di queste ultime, portate al debutto solo con l'esordio ufficiale della squadra, in un'amichevole contro la Lazio del 20 agosto 1986 la Juventus scese in campo all'Olimpico di Roma vestendo una speciale uniforme nera «tipo Casale» con dettagli bianchi, poi mai più sfoggiata dai calciatori torinesi nel prosieguo dell'annata.
| 1ª portiere | 2ª portiere | 3ª portiere | 4ª portiere |

## Rosa
| N. |                   | Ruolo | Calciatore                |
| -- | ----------------- | ----- | ------------------------- |
|    | Italia (bandiera) | P     | Luciano Bodini            |
|    | Italia (bandiera) | P     | Stefano Tacconi           |
|    | Italia (bandiera) | D     | Sergio Brio               |
|    | Italia (bandiera) | D     | Antonio Cabrini           |
|    | Italia (bandiera) | D     | Nicola Caricola           |
|    | Italia (bandiera) | D     | Luciano Favero            |
|    | Italia (bandiera) | D     | Stefano Pioli             |
|    | Italia (bandiera) | D     | Gaetano Scirea (capitano) |
|    | Italia (bandiera) | D     | Roberto Soldà             |
|    | Italia (bandiera) | C     | Ivano Bonetti             |

| N. |                       | Ruolo | Calciatore           |
| -- | --------------------- | ----- | -------------------- |
|    | San Marino (bandiera) | C     | Massimo Bonini       |
|    | Italia (bandiera)     | C     | Marco Bruzzano       |
|    | Danimarca (bandiera)  | C     | Michael Laudrup      |
|    | Italia (bandiera)     | C     | Lionello Manfredonia |
|    | Italia (bandiera)     | C     | Massimo Mauro        |
|    | Francia (bandiera)    | C     | Michel Platini       |
|    | Italia (bandiera)     | C     | Beniamino Vignola    |
|    | Italia (bandiera)     | A     | Massimo Briaschi     |
|    | Italia (bandiera)     | A     | Renato Buso          |
|    | Italia (bandiera)     | A     | Aldo Serena          |

## Risultati

### Serie A

#### Girone di andata
| Arbitro: | Pieri (Genova) |

|  |           |                          |
|  | Marcatori | 20’ Brio 61’ Manfredonia |

| Arbitro: | Leni (Perugia) |

|                                         |           |  |
| Manfredonia 27’ Cabrini 42’ Platini 65’ | Marcatori |  |

| Arbitro: | Mattei (Macerata) |

|  |           |          |
|  | Marcatori | 72’ Brio |

| Torino 5 ottobre 1986, ore 15:00 CET 4ª giornata | Juventus          | 0 – 0 referto | Milan | Stadio Comunale Vittorio Pozzo\| Arbitro: \| Bergamo (Livorno) \| |
| Arbitro:                                         | Bergamo (Livorno) |               |       |                                                                   |

| Arbitro: | D'Elia (Salerno) |

|          |           |             |
| Díaz 10’ | Marcatori | 58’ Vignola |

| Arbitro: | Casarin (Milano) |

|  |           |                                                    |
|  | Marcatori | 24’, 62’ Briaschi 70’ Buso 72’ Bonetti 80’ Platini |

| Arbitro: | Lanese (Messina) |

|                 |           |               |
| Ferri 8’ (aut.) | Marcatori | 49’ Altobelli |

| Como 2 novembre 1986, ore 14:30 CET 8ª giornata | Como              | 0 – 0 referto | Juventus | Stadio Giuseppe Sinigaglia\| Arbitro: \| Mattei (Macerata) \| |
| Arbitro:                                        | Mattei (Macerata) |               |          |                                                               |

| Arbitro: | Agnolin (Bassano del Grappa) |

|             |           |                                         |
| Laudrup 50’ | Marcatori | 73’ Ferrario 74’ Giordano 90’ Volpecina |

| Arbitro: | Lanese (Messina) |

|                      |           |  |
| Bonini 7’ Serena 82’ | Marcatori |  |

| Arbitro: | Pieri (Genova) |

|                                         |           |  |
| Berggreen 39’ Desideri 41’ Giannini 75’ | Marcatori |  |

| Arbitro: | Casarin (Milano) |

|                 |           |  |
| Manfredonia 78’ | Marcatori |  |

| Arbitro: | Bergamo (Livorno) |

|                                                |           |            |
| Vialli 63’, 87’ Mancini 70’ (rig.) Briegel 81’ | Marcatori | 71’ Serena |

| Arbitro: | Longhi (Roma) |

|                             |           |                   |
| Manfredonia 67’ Cabrini 88’ | Marcatori | 28’ Elkjær Larsen |

| Brescia 11 gennaio 1987, ore 14:30 CET 15ª giornata | Brescia                      | 0 – 0 referto | Juventus | Stadio Mario Rigamonti\| Arbitro: \| Agnolin (Bassano del Grappa) \| |
| Arbitro:                                            | Agnolin (Bassano del Grappa) |               |          |                                                                      |

#### Girone di ritorno
| Arbitro: | Sguizzato (Verona) |

|                              |           |              |
| Laudrup 12’ Miano 70’ (aut.) | Marcatori | 24’ Graziani |

| Arbitro: | Casarin (Milano) |

|             |           |           |
| Bertoni 55’ | Marcatori | 61’ Mauro |

| Arbitro: | Mattei (Macerata) |

|                           |           |  |
| Serena 3’, 5’ Cabrini 78’ | Marcatori |  |

| Arbitro: | Pieri (Genova) |

|            |           |            |
| Virdis 74’ | Marcatori | 55’ Serena |

| Arbitro: | Longhi (Roma) |

|             |           |  |
| Cabrini 54’ | Marcatori |  |

| Arbitro: | Lanese (Messina) |

|                                  |           |                                  |
| Benedetti 20’ (aut.) Laudrup 34’ | Marcatori | 44’ (aut.) Caricola 51’ Pusceddu |

| Arbitro: | Agnolin (Bassano del Grappa) |

|                       |           |            |
| Fanna 42’ Garlini 75’ | Marcatori | 88’ Serena |

| Arbitro: | Coppetelli (Tivoli) |

|                |           |  |
| Manfredonia 9’ | Marcatori |  |

| Arbitro: | Pieri (Genova) |

|                       |           |            |
| Renica 14’ Romano 58’ | Marcatori | 50’ Serena |

| Bergamo 5 aprile 1987, ore 15:30 CEST 25ª giornata | Atalanta      | 0 – 0 referto | Juventus | Stadio Comunale\| Arbitro: \| Longhi (Roma) \| |
| Arbitro:                                           | Longhi (Roma) |               |          |                                                |

| Arbitro: | Casarin (Milano) |

|                        |           |  |
| Serena 6’ Briaschi 57’ | Marcatori |  |

| Arbitro: | Bergamo (Livorno) |

|             |           |          |
| Cravero 86’ | Marcatori | 56’ Brio |

| Arbitro: | D'Elia (Salerno) |

|                            |           |            |
| Manfredonia 49’ Serena 56’ | Marcatori | 73’ Vialli |

| Arbitro: | Mattei (Macerata) |

|                          |           |                 |
| Elkjær Larsen 68’ (rig.) | Marcatori | 74’ Manfredonia |

| Arbitro: | Lo Bello (Siracusa) |

|                                |           |                            |
| Serena 4’ Brio 22’ Bonetti 78’ | Marcatori | 6’ (rig.) Gritti 41’ Iorio |

### Coppa Italia

#### Fase a gironi
| Arbitro: | Mattei (Macerata) |

|  |           |                 |
|  | Marcatori | 12’, 34’ Serena |

| Arbitro: | Coppetelli (Tivoli) |

|  |           |              |
|  | Marcatori | 22’ Briaschi |

| Arbitro: | Baldas (Trieste) |

|                                           |           |                |
| Laudrup 5’ Serena 6’, 57’ Manfredonia 37’ | Marcatori | 55’ Tavaglione |

| Arbitro: | Leni (Perugia) |

|                                  |           |  |
| Manfredonia 45’ Torri 73’ (aut.) | Marcatori |  |

| Arbitro: | Pezzella (Frattamaggiore) |

|                       |           |            |
| Vialli 1’ Mannini 21’ | Marcatori | 41’ Scirea |

#### Fase finale
| Torino 25 febbraio 1987, ore 15:00 CET Ottavi di finale - Andata | Juventus         | 0 – 0 referto | Lazio | Stadio Comunale Vittorio Pozzo\| Arbitro: \| Paparesta (Bari) \| |
| Arbitro:                                                         | Paparesta (Bari) |               |       |                                                                  |

| Arbitro: | Mattei (Macerata) |

|  |           |                     |
|  | Marcatori | 70’ Buso 78’ Serena |

| Arbitro: | Longhi (Roma) |

|            |           |             |
| Marchi 31’ | Marcatori | 37’ Vignola |

| Arbitro: | Sguizzato (Verona) |

|                       |           |                           |
| Soldà 34’ Platini 60’ | Marcatori | 27’ Bergamaschi 83’ Piras |

### Coppa dei Campioni
| Arbitro: | Azzopardi |

|                                                                       |           |  |
| Laudrup 11’, 22’, 65’ Serena 43’ Cabrini 59’ Vignola 72’ Briaschi 77’ | Marcatori |  |

| Arbitro: | Ib Nielsen |

|  |           |                                   |
|  | Marcatori | 10’, 86’ Platini 31’, 36’ Laudrup |

| Arbitro: | Valentine |

|                |           |  |
| Butragueño 20’ | Marcatori |  |

| Arbitro: | Pauly |

|                                 |                      |                                    |
| Cabrini 9’                      | Marcatori            |                                    |
| Brio Vignola Manfredonia Favero | Tiri di rigore 1 – 3 | Sánchez Butragueño Valdano Juanito |

## Statistiche

### Statistiche di squadra
| Competizione       | Punti | In casa | In casa | In casa | In casa | In casa | In casa | In trasferta | In trasferta | In trasferta | In trasferta | In trasferta | In trasferta | Totale | Totale | Totale | Totale | Totale | Totale | D.R. |
| Competizione       | Punti | G       | V       | N       | P       | Gf      | Gs      | G            | V            | N            | P            | Gf           | Gs           | G      | V      | N      | P      | Gf     | Gs     | D.R. |
| ------------------ | ----- | ------- | ------- | ------- | ------- | ------- | ------- | ------------ | ------------ | ------------ | ------------ | ------------ | ------------ | ------ | ------ | ------ | ------ | ------ | ------ | ---- |
| Serie A            | 39    | 15      | 11      | 3       | 1       | 26      | 11      | 15           | 3            | 8            | 4            | 16           | 16           | 30     | 14     | 11     | 5      | 42     | 27     | +15  |
| Coppa Italia       |       | 4       | 2       | 2       | 0       | 8       | 3       | 5            | 3            | 1            | 1            | 7            | 3            | 9      | 5      | 3      | 1      | 15     | 6      | +9   |
| Coppa dei Campioni |       | 2       | 2       | 0       | 0       | 8       | 0       | 2            | 1            | 0            | 1            | 4            | 1            | 4      | 3      | 0      | 1      | 12     | 1      | +11  |
| Totale             | -     | 21      | 15      | 5       | 1       | 42      | 14      | 22           | 7            | 9            | 6            | 27           | 20           | 43     | 22     | 14     | 7      | 69     | 34     | +35  |

## Giovanili

La rosa Primavera juventina

### Organigramma
Area tecnica
Settore giovanile
- Primavera[20]
  - Allenatore: Salvatore Jacolino
  - Medico sociale: Riccardo Agricola